# Facultatea de Limbi și Literaturi Străine a Universității din București
Facultatea de Limbi și Literaturi Străine este o facultate din cadrul Universității din București. O parte a facultății este situată pe strada Edgar Quinet, în vechea aripă a Palatului Universității din București alături de Facultatea de Litere, iar corpul central se află în vechea clădire de pe strada Pitar Moș.

## Istoric
Cei 160 de ani de istorie a Universității din București sunt totodată o istorie mereu ascendentă a predării limbilor și literaturilor străine. Începutul s-a făcut, cum era și firesc, cu latina și greaca veche, care s-au predat chiar de la înființarea Universității din 1864. Zece ani mai tîrziu, în 1874, prin marele B. P. Hasdeu, care își începe cursul său de Filologie Comparată Indo-Europeană, Universitatea întră în circuitul de mari și incontestabile valori europene. 
Ultima jumătate de secol, pînă în zilele noastre, a înregistrat cea mai mare dezvoltare a învățămîntului de limbi străine la Universitatea din București. Trecînd prin diferite forme organizatorice, învățarea limbilor străine a devenit o preocupare majoră în cadrul Universității. 
Un inventar al tuturor limbilor care s-au predat, în diferite ranguri și periodicități, ridică numărul acestora la cifra impresionantă de 44 de limbi. Astăzi se predau 37 dintre care persana, neogreaca, turca, catalana, rromani, slovena, croata, bulgara, coreana și suedeza nu se regăsesc în portofoliul programelor de studiu al altor facultăți.
Absolvenții facultății răspund, prin pregătirea lor, unei palete largi de oferte de muncă din varii domenii, precum învățămînt, cercetare, cultură, mass media, activități editoriale, relații internaționale. Este semnificativă înființarea secțiilor de Limbi Moderne Aplicate și a celei de Traducători-Interpreți.
Mari personalități care au predat sau care s-au format aici: B.P. Hasdeu, Tudor Vianu, Iorgu Iordan, Alexandru Graur, Ana Cartianu, Elena Vianu, Ion C. Chițimia, Irina Bădescu.

## Studii
Domenii de licență: Limbă și literatură, Studii culturale, Limbi moderne aplicate (Traducere și Interpretare; Limbi Moderne Aplicate).
Specializări: Engleză (ZI),  Franceză (ZI), Germană (ZI), Spaniolă (ZI), Italiană (ZI), Portugheză (ZI), Arabă (ZI), Chineză (ZI), Japoneză (ZI), Coreeană (ZI), Persană (ZI), Turcă (ZI), Rusă (ZI), Ucraineană (ZI), Polonă (ZI), Cehă (ZI), Slovacă (ZI), Sârbă (ZI), Bulgară (ZI). Maghiară (ZI), Slave (ZI), Filologie Clasică (ZI), Neogreacă (ZI), Norvegiană (ZI), Suedeză (ZI), Traducere și interpretare (ZI), Limbi moderne aplicate (ZI), Rromani (ZI), Studii Iudaice  (ZI), Studii Americane (ZI).

## Conducerea
Decan:
- Conf. dr. Laura Sitaru

Prodecani:
- Prof. dr. habil. Alina Tigău
- Conf. dr. Oana Balaș
- Conf. dr. Daria Protopopescu
- Lect. dr. Nicolaescu Alexandra

## Asociații studențești
- ASLS - Asociația Studenților din Facultatea de Limbi și Literaturi Străine

## Centre de cercetare
- Centrul de lingvistică comparată și cognitivism
- Centrul de cercetare Fundamentele Modernității Europene
- Centrul de cercetare Heterotopos
- Centrul de studii americane
- Centrul de studii canadiene
- Centrul de teorie și critică literară
- Centrul Europa de Mâine
- Institutul de studii clasice
- Centrul de studii arabe
- Centrul de studii hispanice